# Elisa Boldún
Elisa Boldún (Sevilla, c. 1843-Valencia, 1915) fue una actriz de teatro española.

## Biografía
Nacida en la década de 1840 en Sevilla, era hija del actor y dramaturgo Calixto Boldún. Su precocidad en la escena española fue tal que a los ocho años se presentaba ante el público en el Teatro Principal de Cádiz, tomando parte en la representación de La archiduquesita, Hija y madre y La alegría de la casa.
En 1860, al lado de Julián Romea, su maestro, desempeñó, en el teatro de Lope de Vega, el papel de Margarita en la comedia de Mariano José de Larra La oración de la tarde. Trabajó luego en el Teatro del Príncipe en la compañía de P. Delgado, al lado de Teodora Lamadrid; pasando después a San Sebastián, Granada, Valladolid, Zaragoza, Barcelona y otras ciudades, representando tanto obras trágicas como comedias. En 1866 trabajó con Romea en el Teatro Español, y después con Catalina y Matilde Díez; en 1874 fue primera actriz en el Teatro del Circo, con Victorino Tamayo y Rafael Calvo, habiendo terminado sus triunfos en el Español, para abandonar la carrera al contraer matrimonio y pasar a residir en Valencia, ciudad en la que falleció el 8 de mayo de 1915.
Entre las obras que interpretó se destacan Gabriela de Vergy, La niña boba, Un drama nuevo, El abogado de pobres, La bola de nieve, El tanto por ciento, Los amantes de Teruel, El tejado de vidrio, D. Juan Tenorio, Un banquero, La Beltraneja, El pañuelo blanco, Crisálida y mariposa, Marcela o ¿a cuál de los tres?, Mi secretario y yo, Amor, honor y poder, Marta la piadosa, La vida es sueño, La jura en Santa Gadea, Amar a ciegas, Entre bobos anda el juego, Mujer gazmoña y marido infiel, Entre el deber y el derecho, Otello, Casa con dos puertas, La feria de las mujeres, Me voy de Madrid, La Redoma encantada, La escala de la vida, La novela de la vida, No hay mal que por bien no venga, El desdén con el desdén y Más vale maña que fuerza.